# Заклимок
Заклимок (укр. Заклимок) — село,
Хмелевский сельский совет,
Роменский район,
Сумская область,
Украина.
Код КОАТУУ — 5924189402. Население по переписи 2001 года составляло 208 человек .

## Географическое положение
Село Заклимок находится на правом берегу реки Хмелевка,
выше по течению на расстоянии в 1,5 км расположено село Хмелев,
ниже по течению на расстоянии в 2,5 км расположены сёла Великая Бутовка и Басовка,
на противоположном берегу — село Солодухи.
По селу протекает пересыхающий ручей с запрудой.
Рядом проходят автомобильные дороги Т-1907 и Т-1916.

## Экономика
- Молочно-товарная ферма.

## Объекты социальной сферы
- Дом культуры.